# پلام برنچ (کارولینای جنوبی)
پلام برنچ(به انگلیسی: Plum Branch) شهری در ایالت کارولینای جنوبی کشور ایالات متحده آمریکا است که جمعیت آن در سرشماری سال ۲۰۱۰ میلادی، ۸۲ نفر بوده‌است.